# Gante-Wevelgem 2023
La 85.ª edición de la clásica ciclista Gante-Wevelgem (nombre oficial en inglés: Gent-Wevelgem in Flanders Fields) fue una carrera en Bélgica que se celebró el 26 de marzo de 2023 con inicio en la ciudad de Ypres y final en la ciudad de Wevelgem sobre un recorrido de 260,9 kilómetros.
La carrera formó parte del UCI WorldTour 2023, calendario ciclístico de máximo nivel mundial, siendo la duodécima carrera de dicho circuito. El vencedor fue el francés Christophe Laporte del Jumbo-Visma y estuvo acompañado en el podio por los belgas Wout van Aert, compañero de equipo del ganador, y Sep Vanmarcke del Israel-Premier Tech, segundo y tercer clasificado respectivamente.

## Equipos participantes
Tomaron parte en la carrera 25 equipos: 18 de categoría UCI WorldTeam y 7 de categoría UCI ProTeam. Formaron así un pelotón de 174 ciclistas de los que acabaron 98. Los equipos participantes fueron:
| WorldTeams (18)- AG2R Citroën Team - Alpecin-Deceuninck - Astana Qazaqstan Team - Bahrain Victorious - Bora-Hansgrohe - Cofidis - EF Education-EasyPost - Groupama-FDJ - Ineos Grenadiers - Intermarché-Circus-Wanty - Jumbo-Visma - Movistar Team - Soudal Quick-Step - Arkéa-Samsic - Team DSM - Team Jayco AlUla - Trek-Segafredo - UAE Team Emirates ProTeams (7)- Bingoal WB - Human Powered Health - Israel-Premier Tech - Lotto Dstny - Team Flanders-Baloise - TotalEnergies - Uno-X Pro Cycling Team |
| |

## Clasificación final
- La clasificación finalizó de la siguiente forma:[2]

### Clasificación general
| \| Clasificación general \| Clasificación general \| Clasificación general \| Clasificación general \| Clasificación general \| \| Ciclista \| Ciclista \| Equipo \| Tiempo \| \| \| --------------------- \| --------------------- \| --------------------- \| --------------------- \| --------------------- \| \| 1.º \| Christophe Laporte \| Jumbo-Visma \| 5 h 49 min 39 s \| \| \| 2.º \| Wout van Aert \| Jumbo-Visma \| + 0 s \| \| \| 3.º \| Sep Vanmarcke \| Israel-Premier Tech \| + 1 min 56 s \| \| \| 4.º \| Frederik Frison \| Lotto Dstny \| + 1 min 56 s \| \| \| 5.º \| Mads Pedersen \| Trek-Segafredo \| + 1 min 56 s \| \| \| 6.º \| Mikkel Bjerg \| UAE Team Emirates \| + 1 min 56 s \| \| \| 7.º \| Alexis Renard \| Cofidis \| + 2 min 04 s \| \| \| 8.º \| Olav Kooij \| Jumbo-Visma \| + 2 min 04 s \| \| \| 9.º \| Danny van Poppel \| Bora-Hansgrohe \| + 2 min 04 s \| \| \| 10.º \| Daniel McLay \| Arkéa-Samsic \| + 2 min 04 s \| \| |                    |                     |                 |
| |                    |                     |                 |
| Fuente: ProCyclingStats |                    |                     |                 |
| Clasificación general |                    |                     |                 |
| Ciclista | Ciclista           | Equipo              | Tiempo          |
| 1.º | Christophe Laporte | Jumbo-Visma         | 5 h 49 min 39 s |
| 2.º | Wout van Aert      | Jumbo-Visma         | + 0 s           |
| 3.º | Sep Vanmarcke      | Israel-Premier Tech | + 1 min 56 s    |
| 4.º | Frederik Frison    | Lotto Dstny         | + 1 min 56 s    |
| 5.º | Mads Pedersen      | Trek-Segafredo      | + 1 min 56 s    |
| 6.º | Mikkel Bjerg       | UAE Team Emirates   | + 1 min 56 s    |
| 7.º | Alexis Renard      | Cofidis             | + 2 min 04 s    |
| 8.º | Olav Kooij         | Jumbo-Visma         | + 2 min 04 s    |
| 9.º | Danny van Poppel   | Bora-Hansgrohe      | + 2 min 04 s    |
| 10.º | Daniel McLay       | Arkéa-Samsic        | + 2 min 04 s    |

## Ciclistas participantes y posiciones finales
Convenciones:
- AB: Abandono
- FLT: Retiro por llegada fuera del límite de tiempo
- NTS: No tomó la salida
- DES: Descalificado o expulsado

## UCI World Ranking
La Gante-Wevelgem otorgó puntos para el UCI World Ranking para corredores de los equipos en las categorías UCI WorldTeam, UCI ProTeam y Continental. Las siguientes tablas son el baremo de puntuación y los diez corredores que obtuvieron más puntos:
| Posición   | 1.º | 2.º | 3.º | 4.º | 5.º | 6.º | 7.º | 8.º | 9.º | 10.º | 11.º | 12.º | 13.º | 14.º | 15.º | 16.º-20.º | 21.º-30.º | 31.º-50.º | 51.º-55.º | 56.º-60.º |
| Puntuación | 500 | 400 | 325 | 275 | 225 | 175 | 150 | 125 | 100 | 85   | 70   | 60   | 50   | 40   | 35   | 30        | 20        | 10        | 5         | 3         |

| Clasificación |                    |                     |        |
| Posición      | Ciclista           | Equipo              | Puntos |
| ------------- | ------------------ | ------------------- | ------ |
| 1.º           | Christophe Laporte | Jumbo-Visma         | 500    |
| 2.º           | Wout van Aert      | Jumbo-Visma         | 400    |
| 3.º           | Sep Vanmarcke      | Israel-Premier Tech | 325    |
| 4.º           | Frederik Frison    | Lotto Dstny         | 275    |
| 5.º           | Mads Pedersen      | Trek-Segafredo      | 225    |
| 6.º           | Mikkel Bjerg       | UAE Emirates        | 175    |
| 7.º           | Alexis Renard      | Cofidis             | 150    |
| 8.º           | Olav Kooij         | Jumbo-Visma         | 125    |
| 9.º           | Danny van Poppel   | Bora-Hansgrohe      | 100    |
| 10.º          | Daniel McLay       | Arkéa Samsic        | 85     |